# Барабан (фильм)
Барабан (англ. Drum) — художественный фильм, вышедший в 2004 году и основанный на биографии южноафриканского журналиста Генри Нксумало, сотрудника журнала «Drum», «первого журнала об образе жизни чернокожих в Африке». Фильм первоначально планировался к выпуску в виде телесериала в шести частях под названием Sophiatown Short Stories, однако режиссёру Масеко не удалось добиться финансирования. Центральные роли Генри Нксумало и главного фотографа журнала Юргена Шадеберга исполнили американские актёры Тэй Диггз и Габриэль Манн, большинство остальных ролей сыграли южноафриканские актёры.
Премьерный показ фильма состоялся на кинофестивале в Торонто в сентябре 2004 года, выход в прокат в ЮАР — в июле 2006. Drum побывал в европейском прокате, однако в США не удалось найти дистрибьютора, и фильм был выпущен сразу на DVD.
Критика восприняла фильм по большей части положительно. Большинство отрицательных отзывов касались качества режиссёрской работы Масеко и сценария Джейсона Филарди. На Международном кинофестивале в Дурбане фильм получил награду за лучший южноафриканский фильм (англ. Best South African Film), а на Фестивале кино и телевидения стран Африки в Уагадугу стал победителем 2005 года.

## Сюжет
Сюжет фильма основан на реальных событиях и биографиях реально живших людей. Действие происходит в середине 1950-х в Софиятауне, одном из районов (англ. township) Йоханнесбурга. Из-за господствующего в стране апартеида это одно из немногих мест во всей Южной Африке, где чернокожее население может владеть собственностью и употреблять алкоголь. Фильм начинается с изображения боксёрского поединка, на котором спортивный репортёр Генри Нксумало знакомится с Нельсоном Манделой. Нксумало работает в журнале Drum. Руководство журнала составляют европейцы, однако в его штате состоят люди различного происхождения. Постепенно репортёр погружается в ночную жизнь Софиятауна и, даже будучи женат, заводит роман с чернокожей певицей. Редактор журнала, Джим Бейли, даёт Нксумало задание о преступности в Софиятауне. Выполняя задание, Нксумало встречается с чернокожим предводителем банды Слимом (Zola), которого ранее уже видел в подпольном баре, и становится свидетелем убийства, которое совершает Слим.
Первоначально Нксумало не касается в своих статьях политики, но постепенно, при поддержке своей жены и Манделы, начинает затрагивать «серьёзные» темы. Узнав об исчезновении молодого работника на ферме у бура, Нксумало устраивается на эту ферму, где ему в конце концов с трудом удаётся избежать смерти. После опубликования статьи о рабских условиях труда на фермах журналист становится международной знаменитостью. В дальнейшем интерес к нему поддерживает вторая статья, написанная по результатам пребывания им в тюрьме. Нксумало решает, что его призвание — разоблачительная журналистика, и с помощью немца-фотографа Юргена Шадеберга принимает участие в нескольких других рискованных расследованиях.
Нксумало постоянно выступает против расизма и апартеида. Тем не менее, он оказывается не в состоянии противостоять планам властей переселить жителей Софиятауна и снести всю застройку в этом районе. В конце фильма журналист гибнет от удара ножом. Убийца остаётся ненайденным.

## В ролях
| Актёр           | Роль                                                   |
| --------------- | ------------------------------------------------------ |
| Тэй Диггз       | Генри Нксумало                                         |
| Габриэль Манн   | Юрген Шадеберг фотограф                                |
| Мошиди Мотшегва | Флоренс Нксумало жена Генри Нксумало                   |
| Тумишо Маша     | Кен Темба                                              |
| Джейсон Флеминг | Джим Бейли редактор журнала Drum                       |
| Zola            | (в титрах указан как Bonginkosi Dlamini) Слим гангстер |
| Линдане Нкоси   | Нельсон Мандела                                        |
| Фезиле Мпела    | Тодд Матшикиза                                         |
| Тапело Мокоена  | Кейси Моциси                                           |

## Производство
Drum — первый полнометражный художественный фильм режиссёра Золы Масеко. Первоначально он собирался изложить историю Софиятауна в шестисерийном телесериале под названием Sophiatown Short Stories. После того, как ему не удалось убедить Южноафриканскую телевизионную компанию принять участие в производстве такого сериала, Масеко решил создать один полнометражный фильм. Привлечение Тэя Диггса на главную роль удержало значительный объём финансирования.
Кинокомпания «Armada» поручила написание сценария Джейсону Филарди. Готовясь к работе, он читал исследования, посвящённые Генри Нксумало, и даже прожил месяц в Йоханнесбурге. Филарди позже отзывался о работе над сценарием к фильму как об одном из сильнейших впечатлений, связанных с творческой деятельностью. Съёмка началась в мае 2004 года и продолжалась шесть недель. 29 мая продюсер Думисани Дламини был убит выстрелом в голову в собственном доме в Йоханнесбурге.
Музыку к фильму создали Теренс Бланшар и Седрик Градус Самсон. Значительную часть музыки в фильме представляет джаз, позже названный «сильным». Музыка в фильме отражает популярные направления в музыке того времени, в котором происходит действие.

## Выпуск
Фильм был впервые показан на Международном кинофестивале в Торонто 10 сентября 2004 года в качестве ведущего фильма программы «Spotlight on South Africa». Фестиваль Сандэнс показал фильм в январе 2005 (показ стал премьерным в США), а Каннский кинофестиваль — в мае. 21 июня Drum был показан во время первой сессии Бостонского международного кинофестиваля. 25 июня фильм открыл Мюнхенский кинофестиваль .
За свою работу Масеко получил в марте 2005 главный приз FESPACO, Золотого жеребца Йенненги, а также денежный приз в 10 млн франков КФА (20 тыс. долларов США). Он стал первым представителем ЮАР, получившим такую награду. Кроме того, Drum — второй фильм на английском языке, получивший Золотого жеребца (первым стал в 1989 году фильм Heritage Africa ганского режиссёра Квоу Ансы).
Премьерный показ в Южной Африке состоялся 17 июля 2005 года на 26 Международном кинофестивале в Дурбане, где Drum получил награду за «лучший южноафриканский фильм». 22 июля фильм вышел в прокат в 29 кинотеатрах ЮАР. В число рекламных акций фильма вошли танцы «тойи-тойи» в местах торговли, а также соревнование, по результатам которого победители могли встретиться с актёрами фильма.
Первый показ, не связанный с фестивалями, прошёл 22 декабря 2006 в США, в кинотеатре «Olde Mistick Village», расположенном в городе Мистик, штат Коннектикут, родном городе Филарди. Несмотря на массовый прокат в Европе, в США для фильма не удалось найти дистрибьютора, и он был сразу выпущен на DVD.

## Критика
Drum был встречен преимущественно положительными критическими обзорами. Сайт Rotten Tomatoes сообщил, что 86 % из семи критиков оставили благоприятные отзывы, а такой рейтинг считается «свежим» (англ. Fresh). Оба критика из подраздела «лучшие из лучших» оказались благосклонны к фильму.
Сура Вуд из The Hollywood Reporter назвала Drum «умным, трогательным фильмом, погружённым в аутентичную атмосферу времени и места». Сходным образом высказался Джо Лейдон из «Variety»: «умный и волнующий взгляд на политическую радикализацию в Йоханнесбурге 1950-х годов». Цитируя Джереми Мэттьюса из журнала «Film Threat», Drum — «основательная работа в жанре классического повествования». Он отметил, что фильм «затрагивает изображением Йоханнесбурга тех времён, когда его правителям удалось убедить многих, что белые рождены командовать, а чёрные — подчиняться и служить».
Критик Давид Нуссейр дал фильму три звезды из четырёх и назвал игру Диггса «фантастической». Актёры второго плана также проделали «серьёзную» работу. Он отметил также быстрый ритм фильма, лишённый излишеств. Несмотря на предсказуемый сценарий, «надёжная» режиссура Масеко «обеспечила фильму место выше среднего среди правдивых историй жизни». Газета Arizona Republic не согласилась с этой рецензией в первой её части, отмечая, что Диггс выглядел непохоже на южноафриканца. Рецензия в этой газете назвала фильм «благонамеренным, но статичным взглядом на апартеид 1950-х годов».
Критик Рич Клайн отметил, что сюжетная линия фильма — «убедительная и поучительная», а также хвалил «превосходную» игру актёров, «преданных идее показать правду». Его впечатлило «живое чувство местной культуры», преобладавшее в фильме. Клайн, давший фильму три звезды из пяти, остался недоволен «достаточно грубыми» постановкой и сценарием. Режиссёрская работа Масеко полна «энергией и воодушевлением», хотя его «попытки захватить человеческую драму» привели к впечатлению, что Drum — «неуклюжий телефильм, с неудобными углами съёмки, неуверенной редактурой и грубой звукозаписью». Сценаристу Филарди критик приписал вину за диалоги, в которых «персонажи повторяют, как эхо, различные штампы, в то время как надуманный сценарий помещает их в такие ситуации, которые могут быть настоящими, но всё же кажутся банальными и слишком киношными». Клайн также критиковал фильм за большое количество «политики» в нём, однако добавил, что «это, возможно, помогает понять, какова была жизнь при таком деспотическом правительстве».
Одним из наиболее критических оказался отзыв Франчески Дингласан из Boxoffice Magazine. Критик присвоила фильму 2,5 из 5 звёзд и не была впечатлена «неоригинальной повествовательной техникой, которая должна передать историю журналиста, пытающегося вскрыть расовое неравенство в обществе, вступая при этом в конфликт с недавно введёнными законами апартеида». Хотя игра Диггса была названа «привлекающей внимание», фильм всё же «держится на слишком большом числе клише большого экрана и предсказуемых сюжетных ходов». «Богатые декорации и костюмы» не сумели, по мнению критика, поднять фильм «до удовлетворительного уровня».